# Hydropsyche fattigi
Hydropsyche fattigi là một loài Trichoptera trong họ Hydropsychidae. Chúng phân bố ở miền Tân bắc.